# Les Falsificateurs
Les Falsificateurs est un roman d'Antoine Bello, paru en 2007. Il raconte l'ascension d'un jeune Islandais, Sliv Dartunghuver, dans les rangs d'une organisation secrète internationale, le « Consortium de falsification du réel » (CFR). 
Les aventures de Sliv se poursuivent dans Les Éclaireurs, paru en 2009, puis dans Les Producteurs, paru en 2015, qui clôt le triptyque.

## Résumé
À la fin de ses études de géographie, l'islandais Sliv Dartunghuver est embauché dans un cabinet d'expertise en études environnementales. Après une première mission (un peu ennuyeuse) au Groenland, son patron lui confie que le cabinet est aussi une couverture pour une société secrète internationale baptisée Consortium de Falsification du Réel et lui propose de rejoindre le club. Le CFR comme son nom l'indique réécrit l’histoire, en falsifiant les sources. Inventer un film qui n'a jamais existé, un évènement historique, une espèce animale, une tribu africaine. Sliv hésite. Quel est le but du CFR, son financement, ses motivations ? Il lui faudra accepter de ne pas tout savoir. Mais il ne peut résister à la tentation, parce qu'il est joueur et adore inventer les histoires les plus improbables. Mais au CFR écrire un bon scénario, original et inventif, ne suffit pas. Encore faut-il que le scénario soit en accord avec le plan triennal du CFR et surtout savoir trafiquer les sources correspondantes (réécrire le livre d'un anthropologue, insérer un article dans un vieux journal, falsifier l'état civil, etc). Le roman relate ses premières années de carrière : ses réussites, ses échecs, ses interrogations, ses désillusions.

## Personnages
- Sliv Dartunghuver : Islandais, né en 1968. Adhère au CFR en 1991, où il atteint le rang d'agent de classe 3 à la fin des Falsificateurs. Scénariste exceptionnel, il remporte le Prix du Meilleur premier dossier en 1993. Diplômé de l'Académie (Opérations spéciales) en 1998. A perdu son père à l'âge de 10 ans. Sa mère vit à Husavik, où elle élève des moutons. Une sœur, Mathilde, qui vit en Allemagne.
- Lena Thorsen : Danoise ; légèrement plus âgée que Sliv, qu'elle a précédé à l'antenne de Reykjavik. A rejoint le CFR en 1989. Sort de l'Académie en 1998, elle aussi dans les Opérations spéciales. Décrite par Gunnar Eriksson comme l'une des falsificatrices les plus douées de sa génération.
- Youssef Khrafedine : Soudanais, un peu plus âgé que Sliv dont il est le meilleur ami. D'une grande honnêteté intellectuelle mais parfois aussi légèrement dogmatique, Youssef vit particulièrement mal son ignorance de la finalité du CFR. Il craint d'être manipulé et de travailler contre ses convictions (notamment religieuses). Se fiance avec Maga à la fin des Falsificateurs. Entre à l'Académie en 1997, dont il sortira dans le corps du Plan.
- Magawati Donogurai : Indonésienne, un peu plus âgé que Sliv. Très brillante, elle est sans doute au sein du CFR l'agent dont Sliv se sent le plus proche. Entre à l'Académie en 1997, dont elle sortira dans le corps des Opérations spéciales. Fiancée avec Youssef. Leurs vues divergentes sur des sujets épineux (notamment la place des femmes dans l'Islam) sont cause de fréquentes passes d'armes, dont Sliv reste prudemment à l'écart.
- Gunnar Eriksson : Islandais, la cinquantaine. A recruté Lena puis Sliv chez Baldur, Furuset & Thorberg et au CFR. Bien qu'occupant une position hiérarchique très basse au sein du CFR, Gunnar semble jouir d'une aura spéciale aux yeux de ses dirigeants. Très attaché à son Islande natale. Penchants hédonistes marqués.
- Angoua Djibo : Camerounais. La cinquantaine. Directeur du Plan et à ce titre membre du Comité exécutif du CFR. Extraordinairement charismatique, Djibo n'en est pas moins un redoutable animal politique. Il prend Sliv en affection et le demande régulièrement sur des missions délicates.
- Yakoub Khoyoulfaz : Azéri, il est le Directeur des Opérations Spéciales et à ce titre, est membre du Comité exécutif du CFR.

## Réception critique
Les Falsificateurs, qui a été traduit dans une demi-douzaine de langues, a reçu un accueil critique favorable quasi unanime.
Selon Joan Fontcuberta, Antoine Bello, dans ce roman, « tire intelligemment parti des obsessions de rien de moins que Borges, Philip K. Dick et John Le Carré » ; il « dissèque une entière méthodologie pratique de la manière de fabriquer des nouvelles et d'implanter un ensemble d'opinions dans une section donnée de la population [...] En bref, Bello offre un festin aux amateurs paranoïaques de théories du complot ».
Dans un entretien à Baptiste Liger (L'Express), Bello explique qu'il a voulu écrire une parabole sur l'Histoire. « Chacun sait que celle-ci est écrite par les vainqueurs. Or les vaincus d'aujourd'hui sont les vainqueurs de demain, et l'Histoire est donc vouée à être récrite. L'avènement des médias électroniques pose aussi pas mal de questions : jamais il n'a été si facile de s'informer, et jamais non plus il n'a été si facile de désinformer. »
William Burroughs, dans Première est plus mitigé : « Les Falsificateurs est un roman qu'on ne peut pas refuser et qu'on dévore parce qu'on y est obligé (parce qu'on a été programmé pour) et parce qu'il est très bon. Mais c'est aussi un roman gros sabots qui suit avec les moyens de la « littérature générale », ce qu'on a lu déjà depuis dix, vingt ou trente ans (et en mieux) chez, Silverberg, ou Philip K. Dick, angoisse paranoïaque en moins. »
Les Falsificateurs décrit avec dix ans d'avance le phénomène des fake news qui a, entre autres, entouré la campagne de Donald Trump. Dans un article pour le magazine Slate, Jacques Besnard décrypte les mécanismes à l'œuvre dans la production d'une scénario crédible : un storytelling flattant les préjugés, un certain sens du timing, le soutien de relais d'opinion puissants, etc.